# Gary Halpin
Pour les articles homonymes, voir Halpin.
Pas d'image ? Cliquez ici

a Compétitions nationales et continentales officielles uniquement.

b Matchs officiels uniquement.
 Garrett (Gary) Francis Halpin, né le 14 février 1966 à Dublin et mort le 22 février 2021, est un ancien joueur de rugby à XV qui a évolué avec l'équipe d'Irlande au poste de pilier (1,83 m et 110 kg).

## Carrière

### En club
- 1996-1998 : London Irish
- 1998-1999 : Harlequins
- 1998-2001 : Leinster

Il a disputé onze matchs de coupe d'Europe avec Leinster et sept matchs de Challenge européen de rugby avec les London Irish.

### En équipe nationale
Il a disputé son premier match international, le 20 janvier 1990, contre l'équipe d'Angleterre. Son dernier match, en Europe, fut contre l'équipe de France, le 10 juin 1995.
Il a disputé un match de la coupe du monde 1991 et trois matchs de la coupe du monde 1995.

## Palmarès
- 30 sélections
- Sélections par années : 1 en 1990, 1 en 1991, 3 en 1992, 1 en 1993, 1 en 1994, 4 en 1995, 3 en 1996
- Tournois des cinq/six nations disputés: 1990, 1992, 1994, 1995